# 立入左京亮入道隆佐記
『立入左京亮入道隆佐記』（たてりさきょうのすけにゅうどうりゅうさき）とは、朝廷の禁裏御蔵職であった立入宗継による天正から文禄年間に起こった出来事の記録である。
続群書類従第20輯上および改定史籍集覧第13冊に所収、近代デジタルライブラリーで全閲覧可能である。

## 概要
目録は
- 荒木村重叛逆幷(並びに)一類刑罰の事
- 惟任光秀丹波国退治の事
- 信長公馬揃えの事
- 武田誅伐の事
- 朝鮮国征伐の事

で、各々は数百字程度の短い記述からなり、また織田信長、信忠の書状の写しと思われるものもある。